# Gumpert (Münsterschwarzach)
Gumpert († 13. Juni 1149) war von 1142 bis 1149 Abt des Benediktinerklosters in Münsterschwarzach.

## Münsterschwarzach vor Gumpert
Abt Gumpert war bereits der siebzehnte männliche Abt, der das Kloster Münsterschwarzach leitete. Bereits im 8. Jahrhundert war das Kloster, als Frauenabtei, besiedelt worden. Erst im 9. Jahrhundert kamen Mönche in die Mainabtei. Sie wurden von den neuen Herren des Klosters, den Würzburger Bischöfen, hierher gebracht. Zunächst plante man die Reformen von Gorze in der von Krisen geschüttelten Abtei anzuwenden.
Dies gelang unter Abt Egbert, dem späteren Heiligen Egbert von Münsterschwarzach, auch und das Kloster blühte auf. Mit dem Beginn des 12. Jahrhunderts aber begannen die Reformbestrebungen zu erlahmen. Andere Klöster nahmen die Erneuerungen auf. Insbesondere das Schwarzwaldkloster Hirsau tat sich hierbei hervor. Unter einem der Vorgänger Gumperts, Abt Wolfram, erreichten einige Mönche des Klosters Münsterschwarzach. Abt Dietrich I. war einer von ihnen.

## Leben
Über die Herkunft und die Jugend des Abtes Gumpert ist nur sehr wenig bekannt. Die Quellen schweigen über die Jahre vor seiner Zeit als Abt von Münsterschwarzach. Gesichert ist lediglich das Jahr seines Amtsantritts: Nach dem Tod des Prälaten Dietrich I. in der Jahresmitte 1142, folgte ihm Gumpert als Nachfolger auf den Abtsthron. Wie bei seinem Vorgänger haben sich lediglich einige Urkunden erhalten, bei denen Gumpert als Zeuge vermerkt ist.
Es ist allerdings davon auszugehen, dass Gumpert die begonnenen Reformen im Sinne Hirsaus weiter fortführte. Daneben tauchte er 1144 in einer Tauschurkunde mit dem Zisterzienserkloster Heilsbronn auf und bezeugte ein Bischofsdiplom über das Kloster Schlüchtern. Letztmals fand Gumpert in einer Urkunde an das Bamberger Domkapitel aus dem Jahr 1148 Erwähnung. Abt Tuto von Theres widmete ihm ein Manuskript, das er für die heilige Felizitas verfasste. Gumpert starb am 13. Juni 1149.